# Ninti
Ninti o Nintil, en la mitología mesopotámica fue una de las ocho divinidades creadas por Ninhursag, para sanar a Enki, específicamente el dolor de costilla. Fue declarada "Señora del mes o de los meses" por Ninhursag. Cuando Enki, le hace el amor a su hija Uttu, mediante engaños, Ninhursag retira el semen que había quedado en el cuerpo de esta, y lo planta en la tierra. Brotan ocho plantas, que luego al comerlas Enki por consejo de Isimud, le enferman en ocho partes diferentes.